# Metocinus ibadan
Metocinus ibadan – gatunek chrząszcza z rodziny kusakowatych i podrodziny kusaków.
Gatunek ten opisany został po raz pierwszy w 2018 roku przez Arnalda Bordoniego na łamach „Fragmenta Faunistica”. Opisu dokonano na podstawie pojedynczego samca odłowionego w 1953 roku i zdeponowanego w brytyjskim Manchester Museum. Jako lokalizację typową wskazano Ibadan w południowo-zachodniej Nigerii. Epitet gatunkowy pochodzi od lokalizacji typowej.
Chrząszcz o wydłużonym ciele długości 5 mm, ubarwionym brązowawoczarno z jasnobrązowymi pokrywami i odwłokiem. Głowa wyposażona jest w bardzo duże i wyłupiaste oczy. Jej powierzchnię pokrywa drobne i rozproszone punktowanie. Dłuższe i węższe od głowy przedplecze ma po cztery powierzchowne punkty w szeregach grzbietowych i od trzech do czterech punktów w szeregach bocznych. Tarczka odznacza się bardzo dużymi rozmiarami. Dłuższe i szersze od przedplecza pokrywy mają spłaszczony kształt, zaokrąglone kąty barkowe i rozszerzają się ku tyłowi. Bardzo drobne punkty na powierzchni każdej z nich rozmieszczone są w trzech szeregach: przyszwowym, środkowym i bocznym. Genitalia samca cechują się długim i wąskim edeagusem z krótkimi i tęgimi paramerami oraz dwoma szeregami łusek i kolców w woreczku wewnętrznym.
Gatunek afrotropikalny, znany wyłącznie z lokalizacji typowej w Nigerii.